# Stile Khorasan
Lo stile Khorasan (in persiano شیوه معماری خراسانی‎, IPA: / sæbk ɛ xoɾɑsɑni/) è uno stile architettonico ("sabk") definito da Mohammad Karim Pirnia quando classificò lo sviluppo dell'architettura iraniana nella storia. È il primo stile di architettura apparso dopo la conquista musulmana della Persia, ma è stato fortemente influenzato dai progetti preislamici. I punti di riferimento di questo stile compaiono alla fine del VII secolo e si estendono fino alla fine del X secolo.
Esempi di questo stile sono la Moschea di Nain, Tarikhaneh-i Damghan e la Moschea Jame di Isfahan.

## Galleria d'immagini

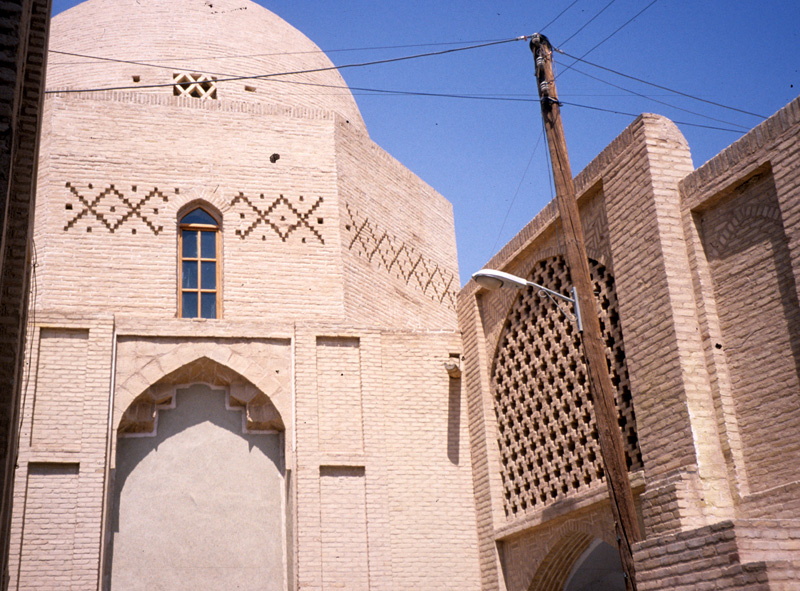
Moschea di Nain: Na'in ha una delle moschee più antiche dell'Iran ancora in piedi.
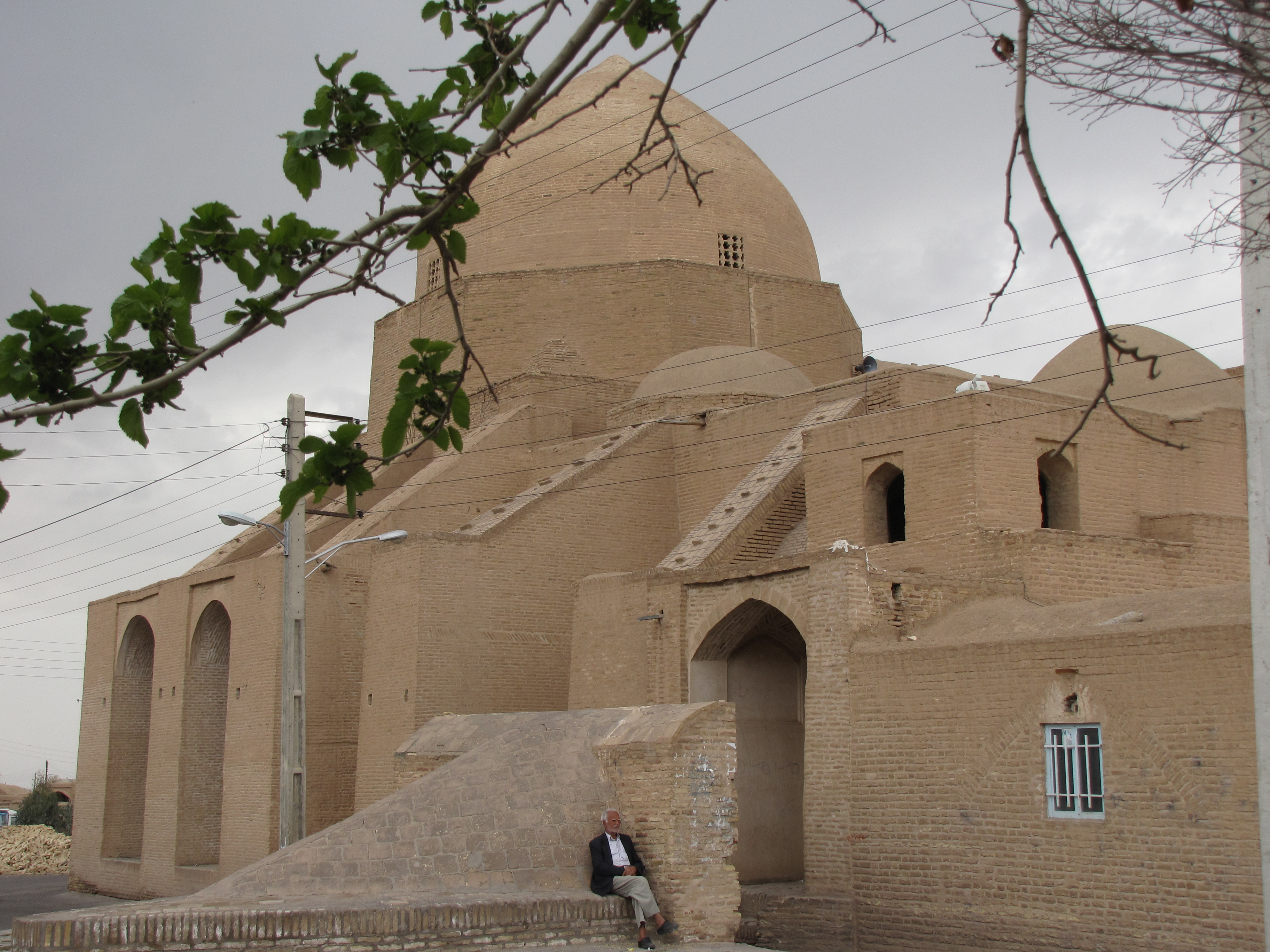
Moschea della Congregazione di Ardestan